# Antoine Vitez
Antoine Vitez (París, 20 de diciembre de 1930- Ibídem, 30 de abril de 1990) fue un director de escena y una figura central del teatro francés de la segunda mitad del siglo XX, en parte debido a su importante labor pedagógica. Fue también traductor de Chéjov, Vladímir Mayakovski y Mijaíl Shólojov.

## Biografía
Hijo de un fotógrafo parisino, se cría en el distrito XV de París. Se forma como actor pero no aprueba el concurso del Conservatorio Superior Nacional de Arte Dramático de París (Conservatoire national supérieur d'art dramatique de Paris), en 1950. Sigue entonces las clases de arte dramático de Tania Balachova, y actúa en montajes del director Clément Harari. En 1952, se casa con la actriz Agnès Van Molder, conocida como Agnès Vanier, que había sido su compañera de reparto. Ese mismo año, participa en Berlín en el III Festival de la Juventud y de los Estudiantes Comunistas. Sus principios son difíciles y empiezan años de poca actividad.
En 1953, actúa en el montaje La tragédie de la nuit, de Thomas Otway, dirigido por Claude Régy. Inicia su carrera editorial a raíz de su encuentro con Robert Voisin, director de la librería teatral Les deux Masques, de la editorial L’Arche y de la revista Théâtre populaire. En el n.º 4 de esta revista, publica su traducción de El método de las acciones físicas, de Stanislavski. Entra a formar parte del comité de redacción en el que permanecerá hasta 1963. Traduce la obra los Rehenes, del autor alemán Rudolf Leonhard.
Es llamado a filas por el ejército francés, lo que interrumpirá sus actividades teatrales durante dos años. Liberado de sus obligaciones militares en diciembre de 1955, Robert Voisin le ofrece el puesto de redactor jefe de la revista Bref, boletín informativo de la Asociation de los Amigos del Teatro Popular. En 1957, adhiere al Partido Comunista Francés.
Retoma su carrera actoral y trabaja, entre otros, con Jean-Marie Serreau, Sacha Pitoëf y Jean Vilar, actividad que alterna con trabajos puntuales como actor de doblaje para la televisión francesa y traducciones de obras en ruso. En 1958, La Agencia Literaria y Artística de París (ALAP) le encarga la traducción de los ocho volúmenes de El Don apacible de Mijaíl Shólojov, un trabajo que terminará en 1964.
En 1959, conoce al poeta Louis Aragon que dirige la colección de literatura soviética en la editorial Gallimard. Antoine Vitez está atravesando un periodo de dificultades económicas y se plantea abandonar el teatro para retomar sus estudios de ruso. Aragon le propone entonces ser su secretario para ayudarle en la redacción de La historia paralela de los Estados Unidos y de la URSS para la editorial Presses de la Cité. Aragon se encargaba de la parte sobre la Unión Soviética y André Maurois de la de los Estados Unidos. En el marco de esta investigación, Vitez viaja a la URSS en 1960. Colabora en varios proyectos editoriales relativos al teatro y a la Unión Soviética.
Retoma su carrera teatral en 1962, cuando es nombrado director literario del Théâtre du Quotidien, en Marsella, donde su mujer dirige un taller de títeres. El director Michel Fontayne pone en escena la obra La paz, una "imitación" de la obra de Mayakovski escrita por Vitez. Organiza conferencias y lecturas dramatizadas de obras de Víctor Hugo y de los escritores surrealistas, y colabora en puestas en escena, actuando de vez en cuando.
A finales de 1963, regresa a París donde conoce al equipo del Teatro-Casa de la Cultura (Théâtre-Maison de la Culture) de Caen, con los que empieza a colaborar. Para ellos, crea la serie de actividades Lecturas a libro abierto, para dar a conocer a grandes autores. En el foyer del teatro, se organizan lecturas de obras de Mayakovski (del que Vitez estaba traduciendo obras), Aragon, Robert Desnos, Czesław Miłosz, Apollinaire, Paul Claudel, etc. En aquella época, traduce también obras de Gorki.
A finales de 1964, Vitez propone a Jo Tréhard, director del Teatro de Caen, realizar un taller para profundizar en la lectura de Electra de Sófocles. A partir de este trabajo de investigación, Jo Tréhard encarga a Vitez lo que va a ser su primer trabajo de dirección escénica. Electra se estrena en Caen en 1966, y sale de gira por toda Francia y Argelia. Al año siguiente, su montaje de El Baño, de Maiakovski, se estrena en Caen para iniciar una gira por Francia, Argelia, Bélgica y Suiza. Vitez prosigue su labor didáctica con la creación de las lecturas Poetas a libro abierto.
Vitez regresa a París en noviembre de 1968, después de ser nombrado profesor en el Conservatorio Nacional Superior de Arte Dramático. Da también clases de arte dramático en el Théâtre des Amandiers de Nanterre.
El mismo año, el realizador Éric Rohmer rueda la película Mi noche con Maud en la que Vitez interpreta el papel de un profesor de filosofía marxista y pascaliano. Rohmer le pide que escriba el texto de su personaje.
En 1971, Antoine Vitez propone a Jacques Laloé, alcalde de Ivry-sur-Seine, un municipio cercano a París, la creación de un centro de actividades teatrales que se desarrollarían en espacios no convencionales. Estas acciones teatrales estarían estrechamente ligadas a los barrios donde tendrían lugar. Al año siguiente, nace el Théâtre des Quartiers d’Ivry (Teatro de los Barrios de Ivry). Convencido del valor primordial de la enseñanza, Antoine Vitez crea un centro de formación, les Ateliers d’Ivry (los Talleres de Ivry), donde aficionados y profesionales del mundo del teatro comparten una misma práctica teatral. Recupera también una pequeña sala que convierte en el Studio d’Ivry, que comparte con jóvenes creadores. En Ivry, Vitez produce montajes tanto de autores contemporáneos como de grandes textos del repertorio clásico.
En octubre de 1972, Antoine Vitez es nombrado Director Artístico del Teatro Nacional de Chaillot, en París, actividad que compagina con la dirección del teatro de Ivry. Será director de Chaillot hasta 1988.
En los años que siguen, sus montajes se suceden, ganándose el favor del gran público y alcanzando un reconocimiento internacional. De su lectura y análisis novedosos de los clásicos nacen montajes memorables. En el Festival de Aviñón de 1978, presenta cuatro obras de Molière (La escuela de las Mujeres, Don Juan, El tartufo y El misántropo) montadas como si fueran cuatro etapas de la vida de un mismo personaje. En aquella época, monta también varias óperas clásicas.
En 1976, la municipalidad de Ivry decide restaurar un antiguo almacén de sal para dotar al proyecto "Teatro de los Barrios de Ivry" de un verdadero teatro, con más aforo que el Estudio. El Teatro Antoine Vitez abre sus puertas en 1980. 
En 1988, Antoine Vitez es nombrado administrador (director) general de la Comédie-Française y director del Théâtre de l'Odéon, en París. Asumirá ambos
cargos hasta su fallecimiento repentino en 1990.
Militante comunista convencido, dejó el Partido Comunista de Francia (PCF) con motivo de la invasión de Afganistán por la URSS en 1979, aunque permanecerá fiel toda su vida al ideal comunista.

## El teatro según Antoine Vitez
Cuando Antoine Vitez lanzó el proyecto "Barrios de Ivry", declaró que "se puede hacer teatro con todo". Desarrolla un teatro basado en el actor, en su trabajo corporal y su voz, despreciando la "naturalidad" del cuerpo. Defiende, al contrario que Brecht, que los textos clásicos son obras arcaicas, mitológicas, y que han de ser tratados como "galeones hundidos". Poner un clásico en escena equivale a representar las fisuras del tiempo, huyendo de toda tentativa de actualización. En ese sentido, considera los textos como elementos moldeables. Al mismo tiempo, reivindica la belleza sonora del alejandrino y su valor como código. 
Monta a menudo sus espectáculos en lugares no teatrales, con elementos escenográficos sin ninguna función descriptiva. Según Georges Banu, desarrolla una estética basada en la "libertad lúdica" y en las asociaciones de ideas. Pone en escena los conceptos de las obras y la idea que el director tiene de ella, más que la realidad de la obra en sí.
En todos los teatros que dirigió, Vitez creó una escuela. Declaró que una escuela "es el teatro más bello del mundo", y explicó su labor diciendo que "lo que mejor enseña uno es lo que busca".
Al tomar posesión de su puesto de director del Teatro de Chaillot, Antoine Vitez definió su teatro retomando la expresión que había aplicado al teatro desarrollado en Ivry: "Un teatro elitista para todos".

## Puestas en escena
- 1966
  - Electra de Sófocles (traducción de Antoine Vitez), Théâtre-Maison de la culture de Caen.
  - Le Procès d'Emile Henry, tragedia-montaje de Antoine Vitez.
- 1967
  - El baño de Vladímir Mayakovsky, Caen. Gira en Francia, Argelia, Bélgica y Suiza.
- 1968 
  - El dragón de Evgueni Schwarz, Grenoble, Saint-Étienne, Bourges.
- 1969 
  - La Grande Enquête de François-Félix Kulpa, de Xavier Pommeret, Théâtre des Amandiers.
  - La Parade de Loula Anagnostaki, Festival de Teatro de Nancy, Théâtre de l'Ouest parisien.
- 1970 
  - Le Précepteur de Jakob Michael Reinhold Lenz, Théâtre de l'Ouest parisien.
  - La gaviota de Antón Chéjov, Théâtre du Midi, Carcassonne.
- 1971
  - Andrómaca de Racine, Théâtre de la Cité internationale.
  - Electra, " Paréntesis " de Yánnis Rítsos Théâtre des Amandiers.
- 1972 en el Théâtre des Quartiers d'Ivry.
  - Fausto de Goethe.
- 1973
  - Made Coraje y sus hijos de Bertolt Brecht, Théâtre des Amandiers de Nanterre, Théâtre des Quartiers d'Ivry.
  - Viernes o la vida salvaje basado en la novela de Michel Tournier, Théâtre national de Chaillot.
  - rn = M de Xavier Pommeret, Théâtre des Quartiers d'Ivry.
- 1974
  - Les Miracles inspirado en el Evangelio según San Juan, Théâtre national de Chaillot.
  - La Jalousie du barbouillé de Molière, Théâtre des Quartiers d'Ivry.
  - Le Pique-nique de Claretta de René Kalisky, Théâtre de poche de Bruxelles, Théâtre des Quartiers d'Ivry.
- 1975
  - Fedra de Racine, Théâtre des Quartiers d'Ivry, Festival de Aviñón.
  - Catherine basado en Les Cloches de Bâle de Louis Aragon, Festival de Aviñón, Théâtre des Quartiers d'Ivry, Centre dramatique national de Nanterre.
  - Partage de midi de Paul Claudel en la Comédie-Française.
- 1976
  - La Ballade de Mister Punch de Eloi Recoing, basado en la traducción inglesa de Punch and Judy.
- 1977 
  - Iphigénie-Hôtel de Michel Vinaver.
  - El Tartufo de Molière.
  - Grisélidis de Charles Perrault.
  - Les Burgraves de Víctor Hugo.
- 1978 
  - La escuela de Mujeres, El Tartufo, Dom Juan, El misántropo de Molière.
- 1979
  - La Rencontre de Georges Pompidou avec Mao Zedong.
  - Dave au bord de mer de René Kalisky à la Comédie-Française.
  - Las bodas de Fígaro ópera de Mozart con libreto de Lorenzo da Ponte.
- 1980
  - El Revisor de Gogol.
  - Berénice de Racine.
- 1981 en el Théâtre national de Chaillot.
  - Fausto de Goethe.
  - Tombeau pour cinq cent mille soldats basado en el libro de Pierre Guyotat.
  - Británicus, de Racine.
- 1982
  - Entretien avec M. Saïd Hammadi, ouvrier algérien de Tahar Ben Jelloun.
  - Hippolyte de Robert Garnier.
  - El Orfeo ópera en cinco actos y un prólogo de Claudio Monteverdi, libreto de Alessandro Striggio el Joven.
  - La Voz Humana de Jean Cocteau, con Setrak al piano, y Anne Beranger (soprano).
- 1983 
  - Hamlet de Shakespeare.
  - Falsch de René Kalisky.
  - Le Prince travesti de Marivaux.
- 1984 
  - La Gaviota de Chéjov (traducción de Antoine Vitez).
  - Le Héron de Vassili Axionov.
  - L'Écharpe rouge de Alain Badiou con música de Georges Aperghis.
  - Macbeth ópera de Giuseppe Verdi.
- 1985 
  - Hernani de Víctor Hugo.
  - Ubú rey de Alfred Jarry.
  - Lucrecia Borgia de Víctor Hugo.
  - Le Triomphe de l'amour de Marivaux (en italiano), Piccolo Teatro de Milán.
- 1986 
  - Alias de Martine Drai.
  - Electra de Sófocles.
  - Pelléas et Mélisande, ópera de Claude Debussy, libreto de Maurice Maeterlinck.
  - L'Échange de Paul Claudel.
- 1987 
  - Le Soulier de satin de Paul Claudel.
  - Otelo, ópera de Verdi.
- 1988 
  - El misántropo de Molière.
  - Anacaona de Jean Métellus.
  - Les Apprentis sorciers de Lars Kleberg.
- 1989 en la Comédie-Française.
  - Las bodas de Fígaro de Beaumarchais.
  - La Celestina de Fernando de Rojas.
  - Un transport amoureux de Raymond Lepoutre.
- 1990 
  - La vida de Galileo de Bertolt Brecht.

## Escritos
- Antoine Vitez, Poésie, Editorial POL, 1997, ISBN 2-86744-519-1
- Antoine Vitez, Ecrits sur le théatre I - L'Ecole, Editorial POL, 1994, ISBN 2-86744-417-9
- Antoine Vitez, Ecrits sur le théatre II, III, IV - la Scène, 3 volúmenes editados respectivamente por la Editorial POL en 1995 (ISBN 2-86744-489-6), 1996 (ISBN 2-86744-507-8), 1997 (ISBN 2-86744-543-4)
- Antoine Vitez, Ecrits sur le théatre V - Le Monde, Editorial POL, 1998, ISBN 2-86744-622-8
- Antoine Vitez, Le devoir de traduire, Ediciones Climats & Maison Antoine Vitez, Montpellier, 1996[2]

## Obras traducidas por Antoine Vitez (lista no exhaustiva)
- Los rehenes, de Rudolf Leonhard, 1953
- La Jeunesse d'Abai, de Moukhtar Aouezov (traducción en colaboración con Léonide Sobolev y prologada por Louis Aragon), Colección Littératures soviétiques, Gallimard, 1959, ISBN 2-07-020198-8
- Abai, de Moukhtar Aouezov (traducción en colaboración con Léonide Sobolev), Colección Littératures soviétiques, Gallimard, 1960, ISBN 2-07-020199-6
- Ivanov, de Antón Chéjov, Denoël, 1958
- Don paisible, de Mijaíl Shólojov, 1964
- Traduce algunos poemas y textos en prosa de Mayakovski para Mayakovski et le théâtre russe d'avant-garde, de Angelo Maria Ripellino. En español: Angelo Maria Ripellino, Mayakovsky y el teatro ruso de vanguardia, Editorial Doble J, S.L. (7 de marzo de 2008), 292 p., ISBN 8493326585, ISBN 9788493326586
- Le Vieux, Somov et les autres, Egor Boulytchov et les autres, de Máximo Gorki, in Théâtre complet de Gorki, tomo 5, editorial l' Arche, 1965
- La Maison est à louer, de Mayakovski (en colaboración con su amiga Chrysa Prokopaki), E.FR, 1967
- Le Précepteur, de Jakob Michael Reinhold Lenz
- La Fuite, de Mijaíl Bulgákov
- Pierres, répétitions, barreaux, de Yannis Ritsos, Gallimard, 1971
- Gestes, de Yannis Ritsos, E.FR, 1974
- Graganda, de Yannis Ritsos, Gallimard, 1981

## Artículos en español sobre Antoine Vitez
- Georges Banu, Homenaje a Vitez, revista Primer Acto - Cuadernos de Investigación Teatral, n.º 235, año 1990, p. 118-121
- José Estruch, Nancy 69: Los espectáculos uno a uno, revista Primer Acto - Cuadernos de Investigación Teatral, n.º 109, año 1969, p. 10-17
- Homenaje a Antoine Vitez, Revista ADE Teatro (Asociación de Directores de Escena de España), n.º 19, p. 46-49, 1990
- Antoine Vitez, Revista ADE Teatro (Asociación de Directores de Escena de España), n.º 21, p. 60-63, 1990
- Jerónimo López Mozo, Homenaje a Antoine Vitez, revista Reseña, n.º 212, diciembre de 1990, p. 13

## Libros sobre Antoine Vitez (en francés)
- Emile Copferman, De Chailllot à Chaillot, L'échappée belle, Hachette
- Eloi Recoing, Le Soulier de Satin, journal de bord, Editions Le Monde
- J.P. Leonardini, Profils perdus d'Antoine Vitez, Messidor, Théâtre des Idées, Banu /Sallenave, Gallimard
- Anna Dizier, Antoine Vitez: Faust, Britannicus, Tombeau pour 500 000 soldats, Solin
- Anne Ubersfeld, Antoine Vitez, metteur en scène et poète, Editions des Quatre-Vents
- Georges Banu, Exercices d'accompagnement d'Antoine Vitez à Sarah Bernhardt, editorial l'Entretemps, colección Champ théâtral, 2003